# دارين سكوت
دارين سكوت (28 أغسطس 1972 في المملكة المتحدة - ) (بالإنجليزية: Darren Scott)‏ هو لاعب كريكت بريطاني. لعب مع Kent County Cricket Club ‏ وKent Cricket Board ‏.

## وصلات خارجية
- دارين سكوت على موقع إي آس بي آن كريك إنفو (الإنجليزية)